# Ű
Ű, Űű — litera używana w języku węgierskim. Powstała w XIX wieku, tak, jak litera Ő. Wyewoluowała z litery Ǘ. 

## Język węgierski
W języku węgierskim litera jest odpowiednikiem wydłużonej litery ü.